# Сонячна (зупинний пункт, Херсонська дирекція Одеської залізниці)
Со́нячна — пасажирський залізничний зупинний пункт Херсонської дирекції Одеської залізниці.
Розташований біля селища Сонячне на півночі Херсона (Дніпровський район) Херсонської області на лінії Снігурівка — Херсон між роз'їздом Строковий (2 км) та зупинним пунктом Зрошувальна (11 км).

## Сполучення
Зупиняються лише приміські поїзди.
Станом на осінь 2018 р. приміське сполучення:
- приміський поїзд Миколаїв-Вантажний — Апостолове (через Миколаїв-Пас, Копані, Херсон, Херсон-Східний, Снігурівку, щоденно)
- приміський поїзд Херсон — Апостолове (щоденно)
- приміський поїзд Херсон — Нововесела (щоденно)

Щоб добратися до Дніпропетровська, достатньо сісти на дизель до станції Апостолове, а там пересісти на дизель-поїзд Апостолове — Дніпропетровськ.